# Jewgienij Kołuszczinski
Jewgienij Pietrowicz Kołuszczinski (ros. Евгений Петрович Колущинский, ur. 1902, zm. 4 stycznia 1973 w Moskwie) – radziecki polityk, członek KC KPZR (1956-1961).
Miał wykształcenie średnie, 1927 wstąpił do WKP(b), 1931-1938 był dyrektorem sowchozu. 1940-1942 II sekretarz Komitetu Obwodowego WKP(b) w Saratowie, 1942-1943 I zastępca przewodniczącego Rady Komisarzy Ludowych Czeczeńsko-Inguskiej ASRR, od 9 marca 1944 do 9 czerwca 1955 przewodniczący Komitetu Wykonawczego Rady Kraju Krasnojarskiego. Od kwietnia 1955 do 16 sierpnia 1961 I sekretarz Komitetu Obwodowego KPZR w Omsku, od 25 lutego 1956 do 17 października 1961 członek KC KPZR. Deputowany do Rady Najwyższej ZSRR od 2 do 5 kadencji. Od 1961 na emeryturze.